# Julianna Mária dán királyné
Julianna Mária (dánul: Juliane Marie; Wolfenbüttel, Braunschweig–Wolfenbüttel, 1729. szeptember 4. – Fredensborg, Dánia, 1796. október 10.), braunschweig–wolfenbütteli hercegnőként született, majd V. Frigyes dán király második feleségeként Dánia és Norvégia királynéja volt 1752-es házasságkötésétől férje 1766-ban bekövetkezett haláláig. Ő volt a régens, Frigyes koronaherceg anyja, egyben az ország de facto kormányzója 1772 és 1784 között. Nagy Frigyes porosz király sógornője és támogatója.
Mivel Dánia trónját később az ő unokája, VIII. Keresztély foglalta el, majd a Glücksburg-ház első királynéja az ő egyik dédunokája, Lujza hessen–kasseli hercegnő lett, így IX. Keresztélyt leszámítva Julianna Mária a későbbi Oldenburg- és a mai Glücksburg-házi dán uralkodók felmenője.

## Életrajza

### Ifjúkora
Julianna Mária hercegnő 1729. szeptember 4-én született Wolfenbüttel városában, a Braunschweig–Wolfenbütteli Fejedelemség rezidenciáján. Ő lett szülei, a későbbi II. Ferdinánd Albert fejedelem és Antónia Amália tizenegyedik gyermeke, egyben hatodik leánya. Apja családja a Braunschweig–Wolfenbütteli-ház beverni mellékágából származott, ám 1735-ben anyai nagyapja, a főágból való Lajos Rudolf fejedelem elhunyt, ekkor a hercegnő édesapja örökölte a fejedelemséget.
Számos testvére között van többek közt a későbbi I. Károly braunschweig–wolfenbütteli fejedelem, továbbá Antal Ulrik, az Orosz Birodalom régensének, Anna Leopoldovnának a férje, valamint Erzsébet Krisztina is, aki Nagy Frigyes porosz király felesége lett. Testvéreihez hasonlóan Julianna Mária is egyszerű, de a kisebb német udvarokban megszokott szigorú neveltetésben részesült. Családja több tagjához hasonlóan a gyermek hercegnő is feltehetően dadogott.

### Házassága

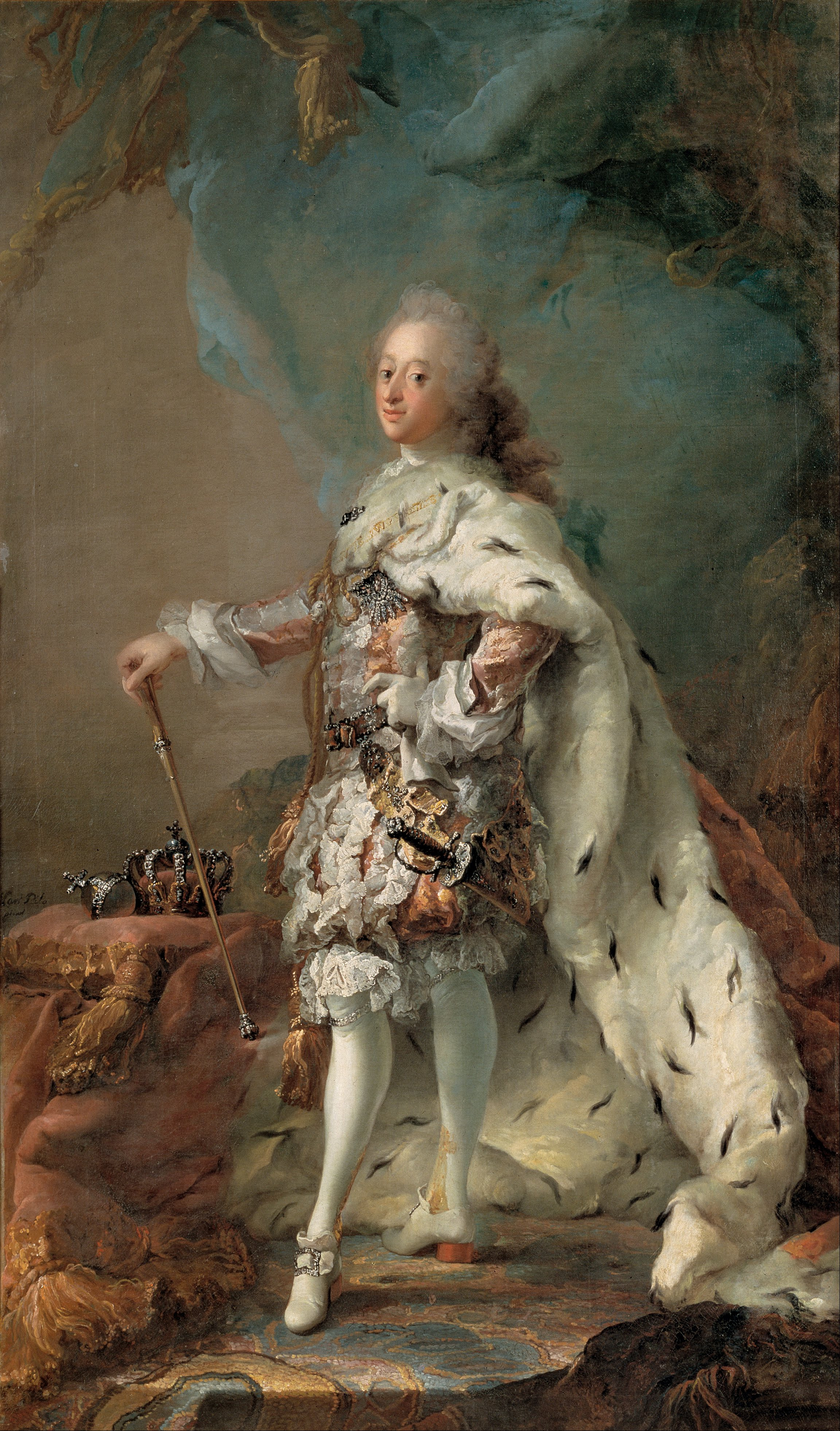
Julianna Mária férje, V. Frigyes dán és norvég király házasságukat megelőzően, 1750-ben (Carl Gustaf Pilo)

1752-ben dinasztikus házasságot kötöttek Julianna Mária és V. Frigyes dán és norvég király között, aki az előző évben vesztette el feleségét, Hannoveri Lujzát. A frigyet a király minisztere, Adam Gottlob Moltke gróf hozta tető alá. A gróf jobbnak látta, ha az alkoholista király mielőbb újra házasodik, ezzel próbálva stabilizálni viselkedését.
Az esküvőt végül 1752. július 8-án tartották a Frederiksborg kastély királyi kápolnájában, alig több mint hat hónappal Frigyes első feleségének halála után. Julianna Máriát még aznap Dánia királynéjává koronázták. Az esküvőt számos udvari ünnepség követte a nyár folyamán, ám a köznép körében nem volt kedvező a házasság megítélése, mivel a közvélekedés szerint a frigy túl korán köttetett Lujza királyné halála után.

### Dánia királynéjaként

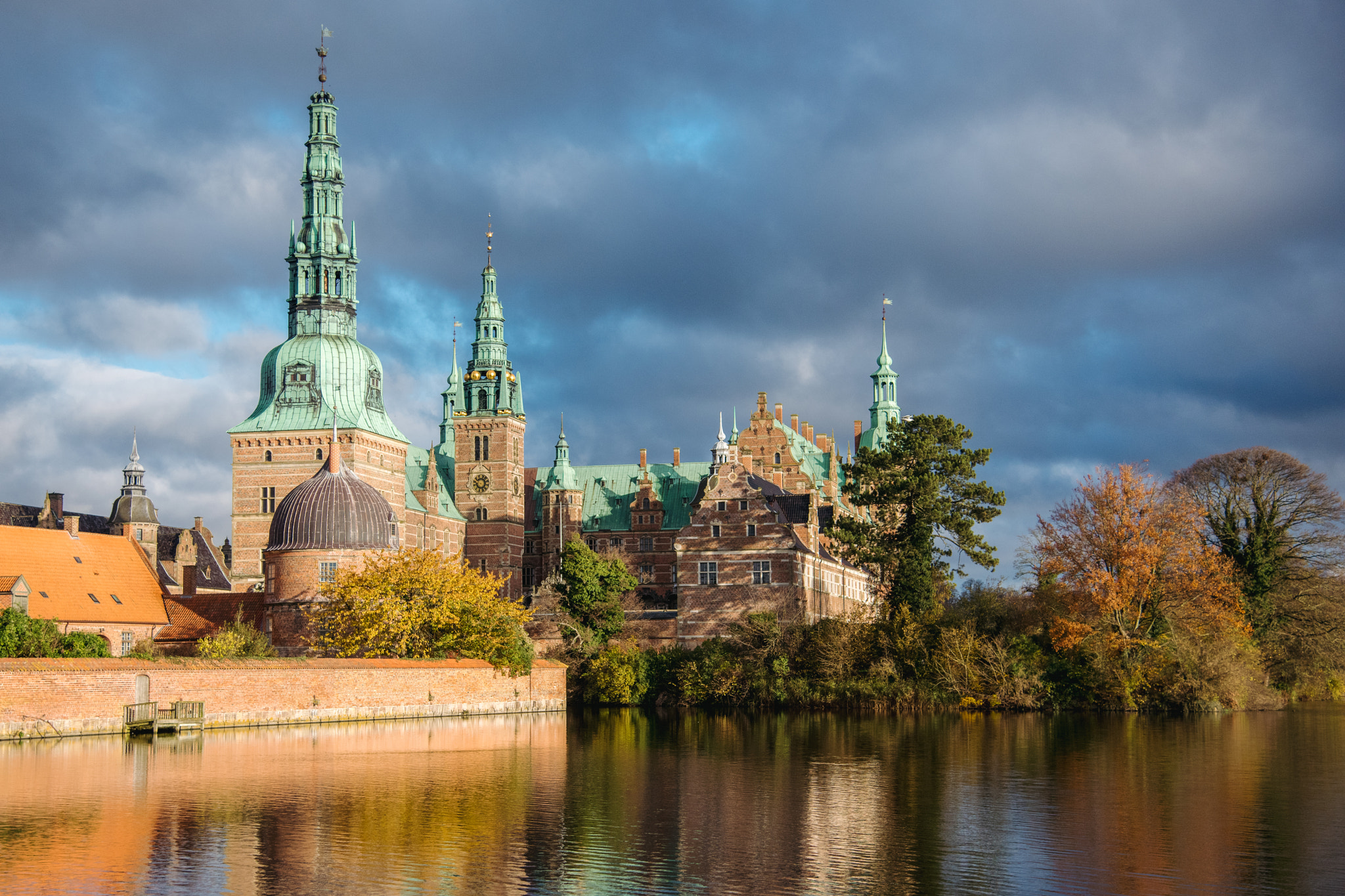
A Frederiksborg kastély, ahol házasságkötése mellett koronázására is sor került 1752. július 8-án

Julianna Mária királynét visszafogott, szégyenlős személynek írták le, miután bemutatták a dán királyi udvarban. Királynéi szerepköreinek és mostohagyermekei mellett vállalt kötelezettségeinek hamar elkezdett eleget tenni. Őt magát jó megjelenésűnek és intelligensnek tartották, ám a házasságot továbbra is kedvezőtlennek minősítették, Julianna Mária az emberek szemében sosem tudta pótolni a király első feleségét, a népszerű Lujza királynét.
V. Frigyes király hűtlenségeit megjegyzések nélkül tűrte, és férje mellett volt annak betegségei idején. Frigyes első házasságából több mostohagyermeke is volt, akik nevelésében Julianna Mária ugyan nem vehetett részt, ám naplójában hosszasan vezette a velük töltött időt, rendre „gyermekeim”-ként említve őket. Kapcsolata anyósával, Zsófia Magdolna özvegykirálynéval szoros volt, gyakran látogatták egymást.
1753. október 11-én megszületett első és egyetlen gyermeke, Frigyes herceg. Ugyan mostohagyermekei nevelésébe nem szólhatott bele, ám saját fia oktatását már ő maga szervezte. A fiú neveléséért egymás után két dán férfi volt felelős, ezzel generációk óta Frigyes herceg lett a dán királyi család első tagja, aki már anyanyelvként beszélte a dánt. Ebben az időben nem volt még befolyása a döntéshozatalra, ám látva a gyermekek fejlődését, feltehetően ebben az időszakban fogalmazódott meg benne, hogy saját fia alkalmasabb lenne uralkodónak, mint mostoha fia, Keresztély koronaherceg.
Királynéként nyugodt és visszafogott életet élt, szemben férjével, a kicsapongásairól és alkoholizmusáról ismert Frigyes királlyal. A róla szóló leírások mind kötelességtudónak, tiszteletreméltónak és erényesnek írják le. Az ebből az időszakból vezetett naplóbejegyzéseiben a családi élet dominált, a királyi család tagjaival való találkozások, olykor csak úgy említve, hogy „minden olyan volt, mint tegnap”. Mindent megtett azért, hogy megszerettesse magát új hazájában, és bár a dán nyelvet sosem sajátította el teljesen, gyakran használta azt beszélgetések és levelezések során egyaránt. Mindezek ellenére sosem sikerült olyan népszerűséget elérnie, mint elődjének, férje első feleségének, Lujza királynénak.

### Özvegy királynéként

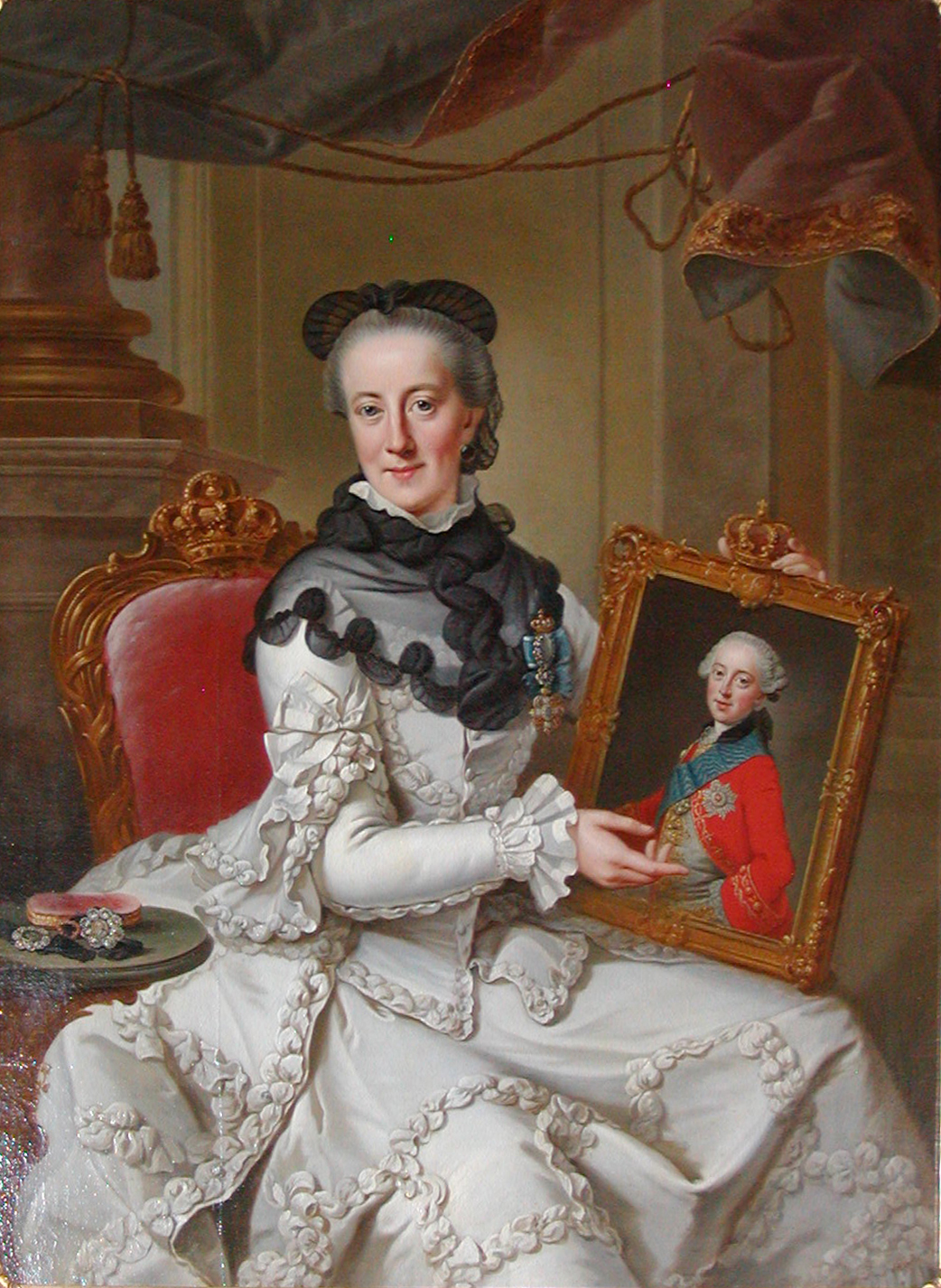
Julianna Mária özvegykirályné 1767 körül, kezében egyszülött fia, Frigyes koronaherceg portréjával (Johann Georg Ziesenis)

1766. január 14-én meghalt V. Frigyes király, akit első házasságából származó örököse, Julianna Mária mostohafia követett a trónon VII. Keresztély néven. Az alig tizenhét esztendős király elutasította az özvegy királynéval való találkozás lehetőségét, ahogyan az új királyné, III. György brit király húga, Karolina Matild is. Annak ellenére, hogy a Julianna Mária otthonául szolgáló Fredensborg palota közel volt a királyi pár nyári rezidenciájához, őt magát nem hívták meg az udvari ceremóniákra, vagy amikor mégis, szándékosan figyelmen kívül hagyták.
Az özvegykirályné szándékos elhanyagolása azt eredményezte, hogy udvara az ellenzék központjává vált. 1768-ban részt vett a király szeretőjének, Støvlet-Cathrine-nak a száműzésében, akiről azt feltételezték, hogy befolyással bírt az uralkodóra. 1770-re Keresztély elmebetegségének tünetei felerősödtek, a hatalom pedig átkerült a királyné és annak későbbi szeretője, Johann Friedrich Struensee kezébe. Számos felvilágosult és liberális reformot hajtottak végre, amelyek közül több a nemesség előjogainak csorbítását eredményezte.
Ezt megelégelve 1772 januárjában Karolina Matildot, Struensee-t és annak segítőjét, Enevold Brandtot elfogták, a hatalmat pedig Ove Høegh-Guldberg, az özvegykirályné bizalmasa, fia korábbi tanítója ragadta magához egy sikeres palotapuccs során. Bár arra nincs bizonyíték, hogy a puccs kitervelője és megszervezője Julianna Mária lett volna, az bizonyos, hogy szerepe létfontosságú lett az államcsíny legitimálása szempontjából: az események után, január 17-én meggyőzte a mentálisan instabil uralkodót, hogy írja alá a királyné, Struensee és Brandt elleni elfogatási parancsot, ezzel utólag legitimálva a cselekményeket. Áprilisban a doktort és segítőjét brutális módon kivégezték, Karolina Matildot pedig száműzték az országból, elszakítva tőle gyermekeit.

#### Régenssége
A puccsot követően Julianna Mária fiát, Frigyes koronaherceget a mentálisan beteg uralkodó régensévé nyilvánították. Ez azonban csak formalitás volt, a tényleges hatalmat az özvegykirályné gyakorolta. Mivel a dán törvények nem rendelkeztek passzussal a régensségre vonatkozóan nagykorú uralkodó cselekvőképtelensége esetén, így a palotapuccs utáni első időszakban Julianna Mária nyíltan részt vett a királyi tanács ülésein. Hatalmát, mint a Dán–Norvég Birodalom de facto régense általánosan és nyíltan elismerték. A dán korabeli sajtó röpiratokban üdvözölte az özvegykirálynét, mint az ország megmentőjét, olyan kedvező Bibliai személyekhez hasonlítva őt, mint Eszter, Debóra és Judit.
Legfőbb bizalmasa és segítője továbbra is Ove Høegh-Guldberg volt. 1772-től aktív levelezésbe kezdett sógorával, Nagy Frigyes porosz királlyal, aki mindvégig nagy támogatója maradt, rendre Dánia régenseként hivatkozva Julianna Máriára. Politikája reakciós konzervativizmusként írható le. Visszaállította a nemesség kiváltságait, akik ezzel az arisztokrácia hősnőjének és előjogaik megmentőjeként tekintettek rá. 1776-ban, hogy a korábban kivégzett Struensee grófhoz hasonló személyek ne férkőzhessenek a mindenkori uralkodó közelébe, bevezették, hogy külföldi személyek ne tölthessenek be közhivatalnoki szerepköröket. Az özvegykirályné védnökségével alapították 1775-ben a Királyi Porcelángyárat, ami ma a Fiskars leányvállalata.

### Utolsó évei

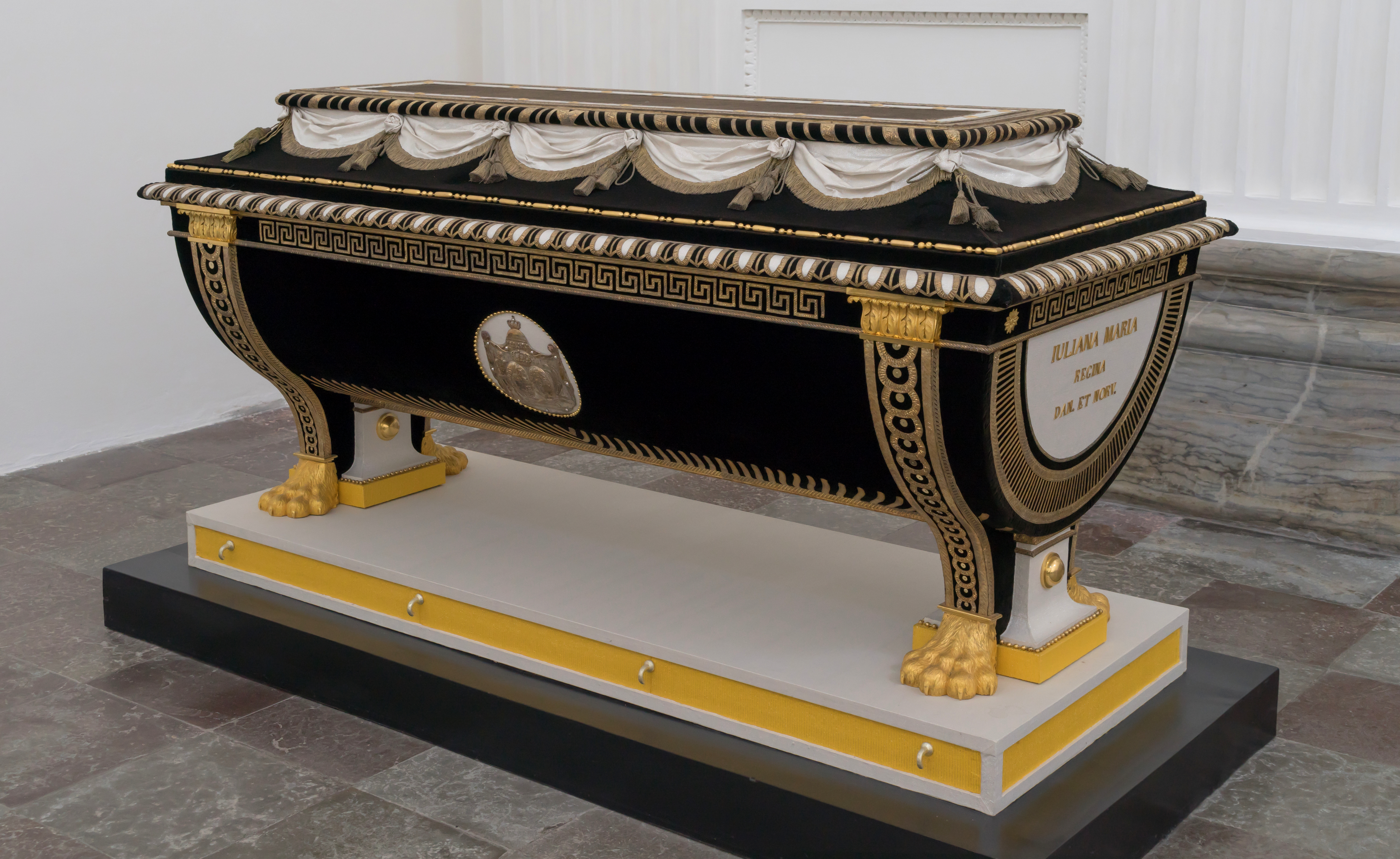
Sírja a roskildei székesegyházban

1784 tavaszán megtörtént VII. Keresztély király fiának és örökösének, Frigyesnek a konfirmációja. A törvények szerint ekkor a trónörököst fel kellett venni a régensi tanácsba. Mivel az ambiciózus Frigyesnek nem állt szándékában továbbra is kormányozni hagyni Julianna Máriát és követőit, így Andreas Peter Bernstorff segítségével 1784. április 14-én megbuktatta őket. A tanács ülésének kezdetén elbocsájtotta az özvegykirálynét és híveit, majd saját követőivel töltötte azt fel.
Julianna Mária élete utolsó részét visszavonultan töltötte. Folytatta levelezéseit a porosz király mellett más európai monarchákkal is. III. Gusztáv svéd király 1785-ben azt javasolta neki, hogy vegye vissza a hatalmat és töltse be újra a régensi szerepet a király mellett, ő azonban ezt visszautasította. 1796. október 10-én, hatvanhét éves korában hunyt el a Fredensborg palotában. Nyughelye ma is a roskildei székesegyházban található.

## Fordítás
- Ez a szócikk részben vagy egészben  a   Juliana Maria of Brunswick-Wolfenbüttel című angol Wikipédia-szócikk fordításán alapul.  Az eredeti cikk szerkesztőit annak laptörténete sorolja fel. Ez a jelzés csupán a megfogalmazás eredetét és a szerzői jogokat jelzi, nem szolgál a cikkben szereplő információk forrásmegjelöléseként.

| Braunschweig–Wolfenbütteli Julianna Mária Braunschweig–Beverni-ház Született: 1729. szeptember 4. Elhunyt: 1796. október 10. |                                                                 |                                     |
| |                                                                 |                                     |
| Előző Hannoveri Lujza | Dánia és Norvégia királynéja 1752. július 8. – 1766. január 13. | Következő Hannoveri Karolina Matild |